# スエッロ
スエッロ（伊: Suello）は、イタリア共和国ロンバルディア州レッコ県にある、人口約1,800人の基礎自治体（コムーネ）。

## 地理

### 位置・広がり
レッコ県南西部のコムーネ。プジアーノ湖およびアンノーネ湖に挟まれて位置する。県都レッコから西南西へ8km、コモから東へ17km、州都ミラノから北北東へ41kmの距離にある。

#### 隣接コムーネ
隣接するコムーネは以下の通り。
- アンノーネ・ディ・ブリアンツァ
- チェザーナ・ブリアンツァ
- チヴァーテ

### 気候分類・地震分類
気候分類では、zona E, 2460 GGに分類される。
また、イタリアの地震リスク階級 (it) では、zona 3 (sismicità bassa) に分類される。

## 行政

### 山岳部共同体
レッコ県とベルガモ県にまたがる広域自治体「ラーリオ・オリエターレ＝ヴァッレ・サン・マルティノ山岳部共同体」  (it:Comunità montana Lario Orientale - Valle San Martino)  （事務所所在地: レッコ県ガルビアーテ）に属するコムーネである。